# Rimma Fyodorovna Kazakova
Rimma Fyodorovna Kazakova (tiếng Nga: Ри́мма Фёдоровна Казако́ва, 27 tháng 1 năm 1932 – 19 tháng 5 năm 2008) – nữ nhà thơ Nga Xô Viết, tác giả của rất nhiều bài hát nổi tiếng thời Liên Xô.

## Tiểu sử
Rimma Kazakova sinh ở thành phố quân cảng Sebastopol. Bố là một sĩ quan quân đội, mẹ làm nghề thư ký đánh máy. Lúc đầu bố mẹ đặt tên là Remo (Рэмо), đấy là viết tắt của các từ: Cách mạng, Điện khí hóa, Tháng Mười thế giới (Революция, Электрификация, Мировой Октябрь). Năm lên 20 tuổi mới đổi thành Rimma.
Sau khi tốt nghiệp phổ thông Rimma thi vào khoa sử Đại học Tổng hợp Leningrad và tốt nghiệp năm 1954. Bảy năm làm nghề giáo viên, biên tập báo và làm ở xưởng phim vùng Viễn đông. Năm 1958 xuất bản tập thơ đầu tiên: Ta gặp nhau ở Phương Đông (Встретимся на Востоке) ở thành phố Khabarovsk. Năm 1959 được kết nạp vào Hội Nhà văn Liên Xô. Năm 1964 kết thúc khóa cao học do Hội Nhà văn tổ chức. Các năm 1976 – 1981 là thư ký của Hội Nhà văn Liên Xô. Sau đó được bầu làm Tổng thư ký Hội Nhà văn Moskva cho đến cuối đời.
Rimma Kazakova là tác giả của một số tập thơ và lời của nhiều bài hát nổi tiếng. Ngoài sáng tác thơ bà còn dịch thơ của các nước thuộc Liên Xô (cũ) ra tiếng Nga. Bà mất ngày 19 tháng 5 năm 2008 và được mai táng tại nghĩa trang Vagankovskoye nổi tiếng ở Moskva.

## Tác phẩm
- Ta gặp nhau ở Phương Đông (Встретимся на Востоке) (1958) tập thơ
- Nơi anh đang ở - There, where you are «Там, где ты»
- Thơ - Verses / «Стихи»
- Thứ sáu - Fridays / «Пятницы»
- Không khóc trong rừng Taiga - In Taiga Nobody Cries / «В тайге не плачут»
- Thông xanh - Fir-trees Green / «Елки зеленые»
- Bà già tuyết - Snow Babe / «Снежная баба»
- Nhớ - I Remember / «Помню»
- Trắng xóa - On White / «Набело»
- Xứ sở tình yêu - Country named Love / «Страна Любовь»
- Đá thử - Touchstone / «Пробный камень»
- Từ trên đồi - Out of Mind / «Сойди с холма»
- Chuyện của niềm hy vọng - Plot of Hope / «Сюжет надежды».

## Một vài bài thơ
| Anh hãy yêu em Anh hãy yêu em! Nhút nhát, thẹn thùng Yêu em trong sợ hãi Có vẻ như mình làm đám cưới Bởi con người và bởi thánh thần… Anh hãy yêu em tự tin Tổ chức cướp bóc Rồi đưa đi mất Thế là anh bắt được em! Anh hãy yêu em kiên gan Ác ôn và lỗ mãng. Quay vòng em một cách lãnh đạm Giống như mái giầm. Hãy yêu em như cha đối với con Dạy dỗ và rèn giũa Như trong truyện ký Hãy biết cách yêu em… Hãy yêu em một cách sai lầm Không cần giáo dục Không cần lô-gích Không mục đích rõ ràng… Anh hãy yêu em mơ màng Muôn năm và trái ngược Em sẽ là tiếng vang, là đồ vật Là người rửa bát, hầu bàn. Là gối dưới tay anh Là ghế dài trong bóng… Khi nào muốn động đến Hãy giơ tay nhé anh! Em sẽ là nữ hoàng Cúi lưng làm nô lệ! Con tàu trên biển cả Khi người ta đã cắt thang… Sẽ là quả táo địa đàng Với nhánh cành khắc khổ… Và em sẽ là cô bé Là người phụ nữ của anh. Thì anh hãy cười lên Và đề phòng cương quyết Hãy giận dữ, hãy tự hào, hãy dại dột… Và chỉ yêu em. Chỉ yêu em nhé anh! Mùa thu Trong thiên nhiên tất cả đều nghiêm chỉnh Trong thiên nhiên mọi thứ thật đắm say. Dù chạm đến hay dù không chạm đến Thì vẫn rất đáng sợ cái điều này. Thật đáng sợ làm quả không ai hái Bị bỏ quên trên hoa cỏ trong vườn Làm thứ quả không ai người chạm tới Bị bỏ quên trên lối nhỏ vườn hoang. Thật đáng sợ khi làm một quả lê Một quả lê ngọt ngào trong tháng tám Làm một quả lê – một thứ đồ chơi Bị vứt bỏ sau khi người đã cắn… Nghiêm khắc và say đắm của ta ơi Với các người – ta trong vòng tù hãm. Ta sẽ không bao giờ chìa bàn tay Cho một ai để được mong chạm đến. Nhưng bởi vì ta là thanh lương trà Là thứ đồ ngọt mê say rực lửa! Từng chút nhỏ của hồng ngọc ru bi Hễ người chạm đến là ta sẽ đổ. Nhưng bởi vì ta đây như hội chợ Có bao nhiêu trưng bày hết ra ngoài. Ta như quả táo trên cây chín đỏ Hễ ai chạm vào – ta đổ xuống ngay! Giờ đồng cỏ đang ngào ngạt mùi hương Và khu rừng trầm trồ trong lặng lẽ. Chao ôi phụ nữ khốn khổ vô cùng Khi thiếu vắng những bàn tay tin cậy! Ta bẻ cây, làm gãy những nhánh cành Rồi xếp lại và đốt lên ngọn lửa… Ta bây giờ sẽ đi hành hạ mình Và ta hành hạ cả anh nữa đó. - Hãy chạm đến! Có?.. ...Hoặc không!.. Tôi sẽ đến nơi mà tôi sẽ đến Nếu lỗi lầm, sẽ là lỗi lầm thôi Đừng hỏi gì sự cho phép của ai Về cái điều tôi muốn, tôi yêu mến. Tôi tự đến, rồi ra đi cũng thế Tôi chịu mọi điều trách nhiệm về tôi Về cái khôn, cái dại của con người Về những quả táo ở trong vườn lạ. Tâm hồn tôi đớn đau, thì cứ mặc Dù nỗi đau không một chút nào vơi Lạy Chúa tôi! Chuyện đã xảy ra rồi Thôi đành để quả táo này chua chát. Tôi mong muốn cái điều tôi khao khát Không có gì cấm đoán được với tôi Điều gì đã hát – thì đã hát rồi Mặc con tim – cho dù không đủ sức. Tôi vẫn yêu người mà tôi yêu nhất Bằng sự dịu dàng ngoan ngoãn lạ lùng Và bài thơ này sẽ vẫn hát lên Để kéo dài cái không thành hiện thực… Bản dịch của Nguyễn Viết Thắng | Люби меня! Застенчиво, боязно люби, словно мы повенчаны богом и людьми... Люби меня уверенно, чини разбой — схвачена, уведена, украдена тобой! Люби меня бесстрашно, грубо, зло. Крути меня бесстрастно, как весло... Люби меня по-отчески, воспитывай, лепи,— как в хорошем очерке, правильно люби... Люби совсем неправильно, непедагогично, нецеленаправленно, нелогично... Люби дремуче, вечно, противоречиво... Буду эхом, вещью, судомойкой, чтивом, подушкой под локоть, скамейкой в тени... Захотел потрогать — руку протяни! Буду королевой — ниже спину, раб! Буду каравеллой: в море! Убран трап... Яблонькой-дичонком с терпкостью ветвей... Твоей девчонкой. Женщиной твоей. Усмехайся тонко, защищайся стойко, злись, гордись, глупи... Люби меня только. Только люби! Осень Все в природе строго. Все в природе страстно. Трогай иль не трогай - То и это страшно. Страшно быть несобранной, Запутанной в траве, Ягодой несорванной На глухой тропе. Страшно быть и грушею, Августом надушенной,- Грушею-игрушкою, Брошенной, надкушенной... Страсть моя и строгость, Я у вас в плену. Никому, чтоб трогать, Рук не протяну. Но ведь я - рябина, Огненная сласть! Капельки-рубины Тронул - пролилась. Но ведь я - как ярмарка: Вся на виду. Налитое яблоко: Тронул - упаду! Лес тихо охает Остро пахнет луг. Ах, как нам плохо Без надежных рук! Наломаю сучьев. Разведу огонь... И себя измучаю, И тебя измучаю. - Тронь!.. ...Не тронь!... Ступлю туда, куда ступлю Ступлю туда, куда ступлю, в грех превращая прегрешенье, не спрашивая разрешенья на то, что как хочу люблю. Сама приду, сама уйду, сама за все, про все отвечу, за прелесть-глупость человечью, за яблоки в чужом саду. Пусть моя душенька болит, она от боли только больше. И было это так, что - боже! - пусть мое яблочко кислит. Хочу того, чего хочу, и нет ни страха, ни запрета. и что пропето - то пропето, по сердцу, хоть не по плечу. Люблю того, кого люблю, и странным, ласковым смиреньем и этим вот стихотвореньем свое несбыточное длю... |